# Ruellia saeri
Ruellia saeri är en akantusväxtart som beskrevs av Llamozas. Ruellia saeri ingår i släktet Ruellia och familjen akantusväxter. Inga underarter finns listade i Catalogue of Life.